# Osbornellus filamenta
Osbornellus filamenta är en insektsart som beskrevs av Delong och Beery 1937. Osbornellus filamenta ingår i släktet Osbornellus och familjen dvärgstritar. Inga underarter finns listade i Catalogue of Life.